# Tetrambon pallipes
Tetrambon pallipes là một loài tò vò trong họ Ichneumonidae.